# Kapusta właściwa chińska
Kapusta właściwa chińska, lub w skrócie kapusta chińska (Brassica rapa L. subsp. chinensis Hanelt) – podgatunek kapusty właściwej. Pochodzi z Azji Wschodniej, uprawiana jest w Chinach, w Ameryce Północnej i w Europie.
Inne spotykane nazwy: pakczoj, pak-choy, bok choy.

## Morfologia
Dwuletnia roślina o grubym i bulwiastym w kształcie kłączu. Liście odziomkowe dość duże i szerokie o kształcie owalnym lub okrągławoowalnym, brzegi faliste. Kwiat czterokrotny. Owocem jest łuszczyna z dzióbkiem o długości do 1 cm.

## Zastosowanie
- Warzywo. Liście używane są na jarzynę i do zup.
- Z nasion wytłacza się olej jadalny, a z wytłoków paszę[5]

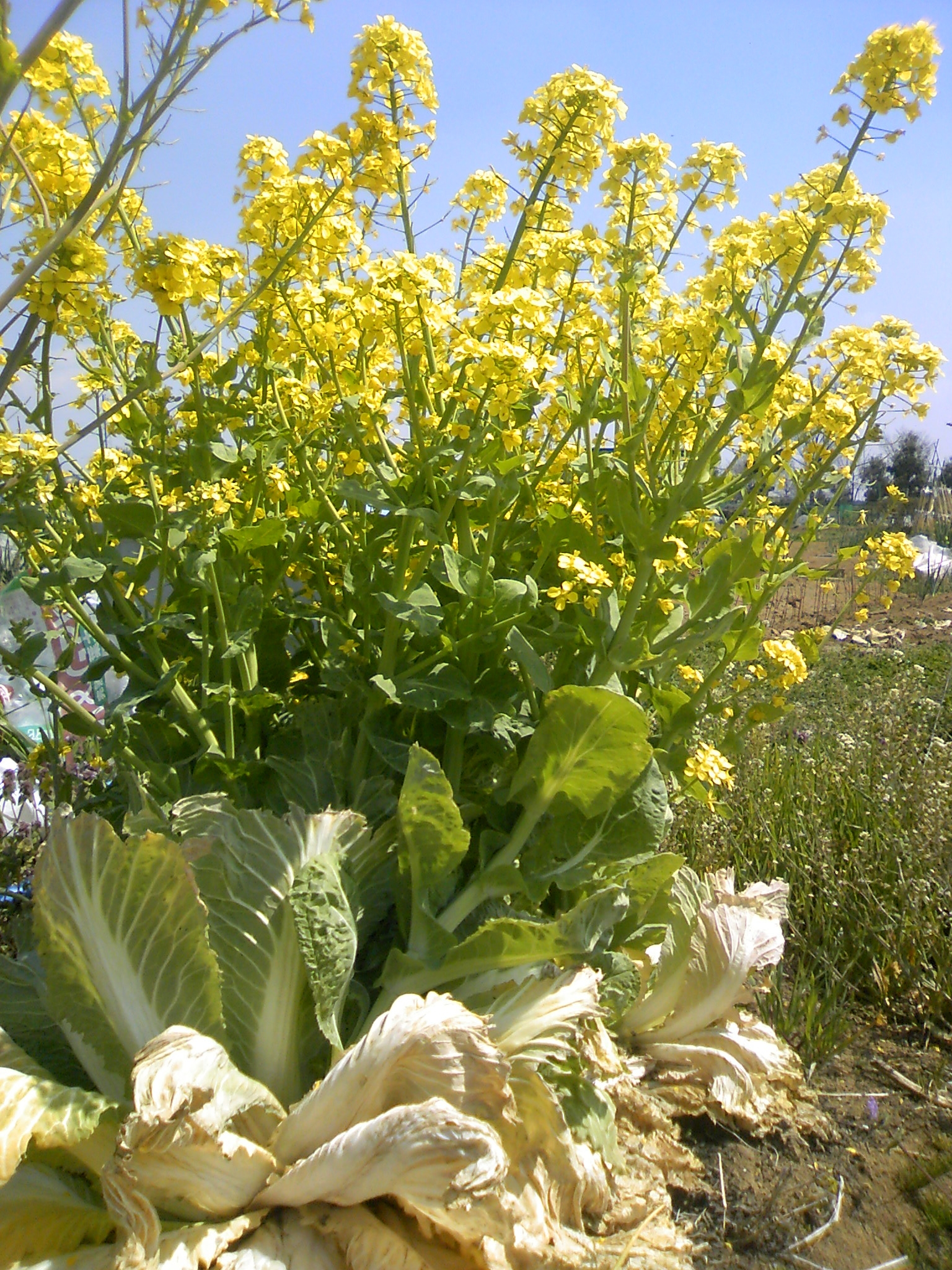
Kwitnąca kapusta chińska